# Isla Trinidad (Georgias del Sur)

Isla Georgia del Sur o San Pedro.

Isla Trinidad (del inglés: Trinity Island), es una isla ubicada a 0,7 millas al noreste de la isla San Pedro del archipiélago de las Islas Georgias del Sur. Isla Trinidad está situada en las coordenadas 54°00′S 38°10′O / -54.000, -38.167. La isla Trinidad fue cartografiada y nombrada por sus tres picos de 1926 a 1930.
En el islote septentrional de esta isla está uno de los puntos que determinan las líneas de base de la República Argentina, a partir de las cuales se miden los espacios marítimos que rodean al archipiélago.
La isla es administrada por el Reino Unido como parte del territorio de ultramar de las Islas Georgias del Sur y Sandwich del Sur, pero también es reclamada por la República Argentina que la considera parte del departamento Islas del Atlántico Sur dentro de la provincia de Tierra del Fuego, Antártida e Islas del Atlántico Sur.